# Klasifikacija DANA
Klasifikacijsko število DANA je številčna oznaka minerala, ki temelji na 8. izdaji Dana's New Mineralogy. Baza podatkov je 31.12.2009 vsebovala 4.714 mineralov.

## Opis
Klasifikacijsko število DANA je sestavljeno iz štirih števil, ločenih s pikami. Sistem je zgrajen hierarhično in temelji na kombinaciji kemijske sestave in kristalne strukture mineralov. Sistem omogoča dodajanje in vstavljanje novih mineralov s podobnimi kemijskimi in strukturnimi lastnostmi. 
Prvo število predstavlja sestavo ali (na primer pri silikatih) dominantne strukturne elemente, se pravi razred minerala. Drugo število predstavlja tip minerala, ki v nekaterih primerih temelji na njegovih atomskih značilnostih.  Tretje število predstavlja skupino, v katero mineral spada zaradi svojih strukturnih značilnosti. Četrto število je oznaka posameznega minerala. 

## Primer
Klasifikacijsko število enostavnega brezvodnega kalcijevega karbonata kalcita je 14.01.01.01. Posamezni deli klasifikacijskega števila pomenijo:
V – 14 Brezvodni karbonati
14.01 Brezvodni karbonati s splošno formulo ACO3
14.01.01 Kalcitna skupina (prostorska skupina  R3c)
14.01.01.01 Kalcit CaCO3
14.01.01.02 Magnezit MgCO3
14.01.01.03 Siderit Fe+2CO3
14.01.01.04 Rodokrozit MnCO3
14.01.01.05 Sferokobaltit CoCO3
14.01.01.06 Smitsonit ZnCO3
14.01.01.07 Otavit CdCO3
14.01.01.08 Gaspeit (Ni,Mg,Fe+2)CO3

## Vir
- Mineralogy Database, DANA Classification Number http://webmineral.com/help/DanaClass.shtml